# Cymbidium iridioides
Cymbidium iridioides D.Don, 1825 è una pianta della famiglia delle Orchidacee originaria dell'Asia Orientale.

## Descrizione
È un'orchidea di grandi dimensioni, con crescita epifita  e raramente litofita. C. iridioides presenta pseudobulbi compressi, di forma ovoidale allungata, avvolti da guaine fogliari distiche, portanti da 4 a 7 foglie di forma da lanceolata a lineare-lanceolata, di colore verde chiaro e lunghe da 6 a 11 centimetri.
La fioritura avviene normalmente in estate-autunno, mediante un'infiorescenza basale, racemosa, lunga da 45 fino a 90 centimetri, ricoperta di brattee floreali scabre di forma triangolare, portante da 4 a 20 fiori. Questi sono molto appariscenti, grandi da 7 a 10 centimetri, profumati, di lunga durata e presentano sepali e petali di colore giallo a striature rosso porpora, e labello trilobato, a lobi rialzati, di colore bianco maculato di rosso porpora.

## Distribuzione e habitat
C. iridioides cresce in Asia, e poù precisamente nella catena dell'Himalaya, dallo stato indiano dell'Assam, al Nepal oltre a Myanmar e Vietnam, dove cresce epifita sugli alberi coperti di muschio in foreste montane, oppure litofita su rocce, a quote comprese tra 1000 e 2800 metri sul livello del mare.

## Sinonimi
Cymbidium giganteum Wall. ex Lindl., 1833, nom. illeg.

Limodorum longifolium Buch.-Ham. ex Lindl., 1833, pro syn.

Iridorchis gigantea Blume, 1859

Cyperorchis gigantea (Blume) Schltr., 1924

## Coltivazione
Questa specie è meglio coltivata in vasi contenenti terriccio fertile, con esposizione a mezz'ombra, con temperature miti per tutto l'anno, durante la fioritura è consigliabile aumentare un po' la temperatura e somministrare acqua.